# Isuzu Faster
 (signalé en mai 2025).
Si vous disposez d'ouvrages ou d'articles de référence ou si vous connaissez des sites web de qualité traitant du thème abordé ici, merci de compléter l'article en donnant les références utiles à sa vérifiabilité et en les liant à la section « Notes et références ».
- Archive Wikiwix
- Bing
- Cairn
- DuckDuckGo
- E. Universalis
- Gallica
- Google
- G. Books
- G. News
- G. Scholar
- Persée
- Qwant
- (zh) Baidu
- (ru) Yandex
- (wd) trouver des œuvres sur Wikidata

L'Isuzu Faster est un pick-up produit par Isuzu en trois générations de 1972 à 2002. Il succéda à l'Isuzu Belliett. Puis il fut remplacé par l'Isuzu D-Max.

## Première génération (1972 - 1980)

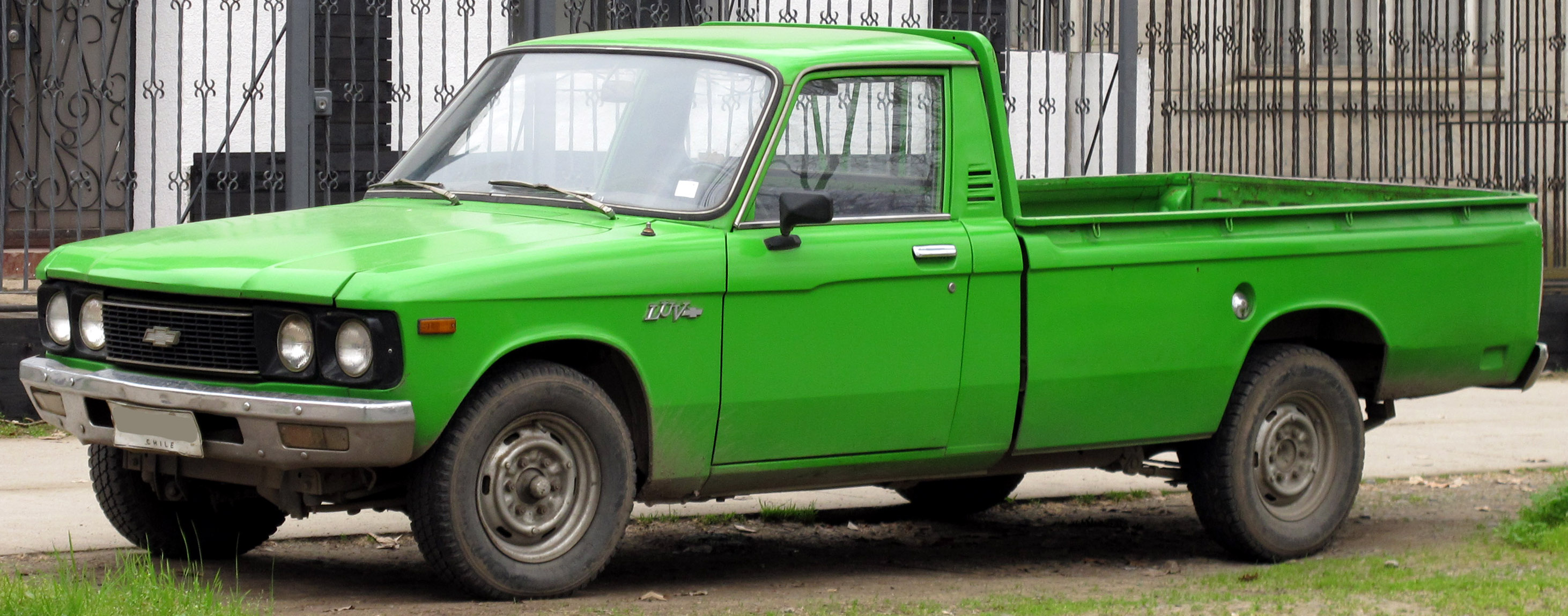
Chevrolet LUV I

## Seconde génération (1980 - 1988)

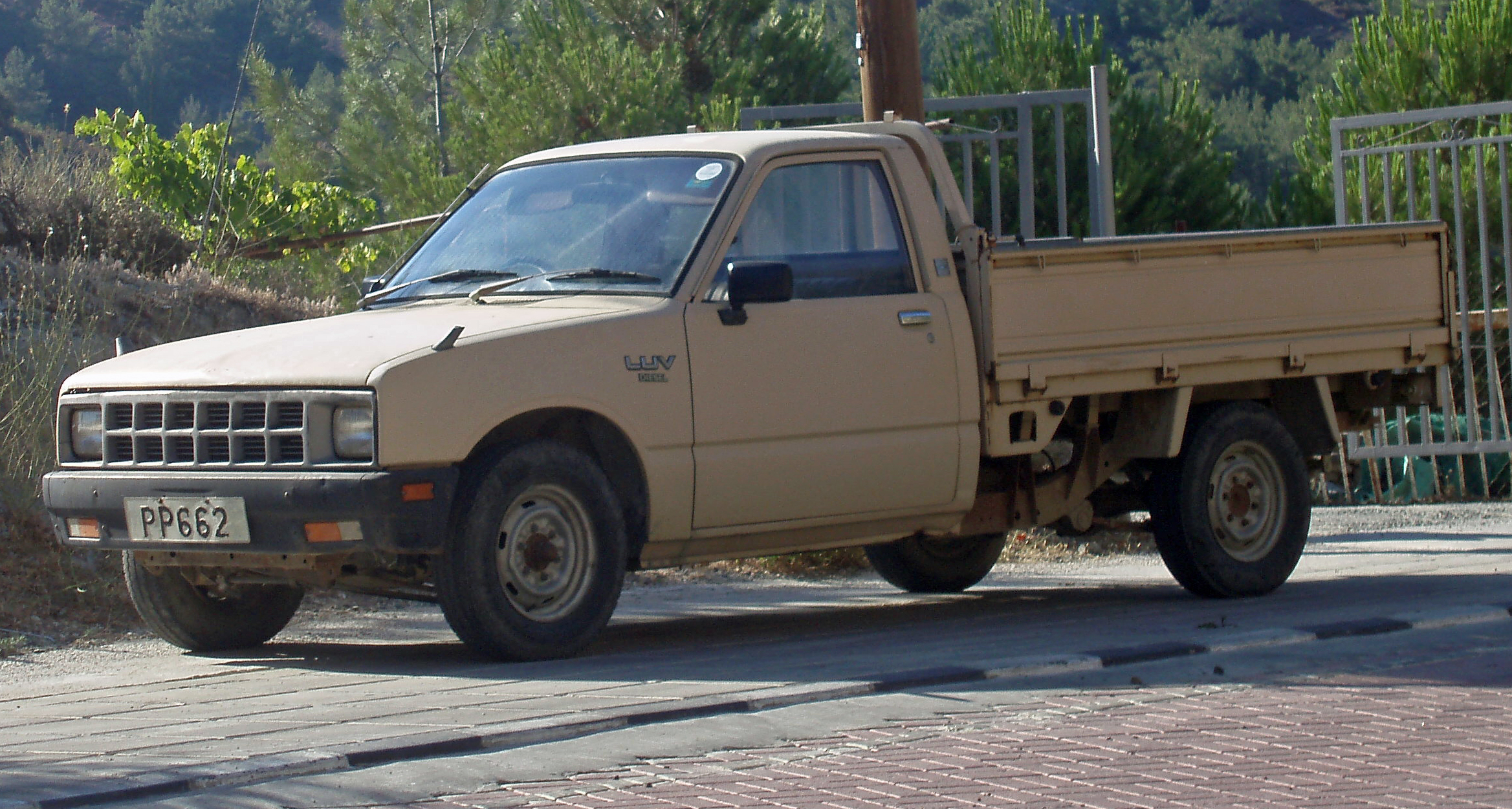
Chevrolet LUV II

## Troisième génération (1988 - 2003)

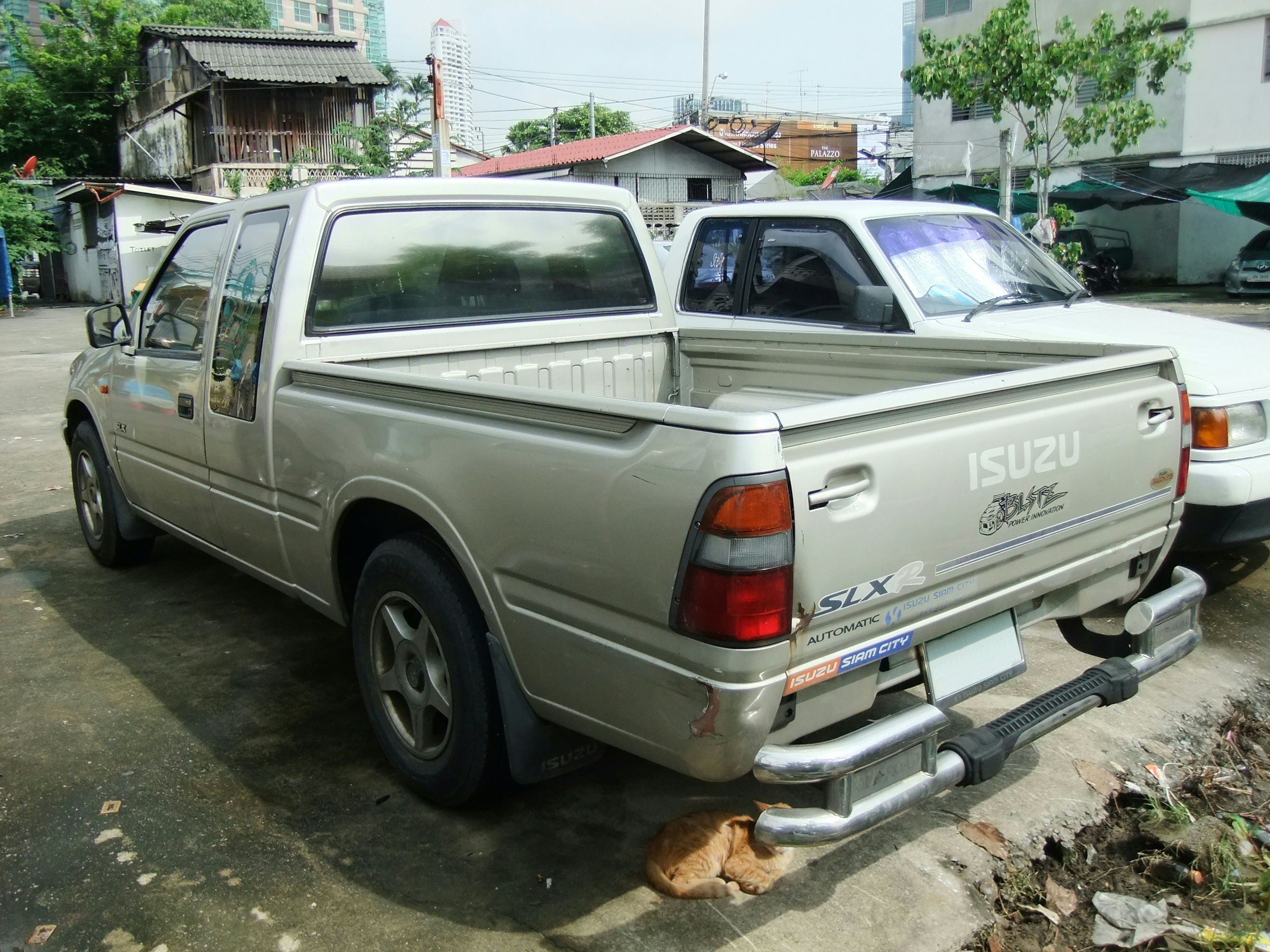
Isuzu Faster III